# Markella von Chios

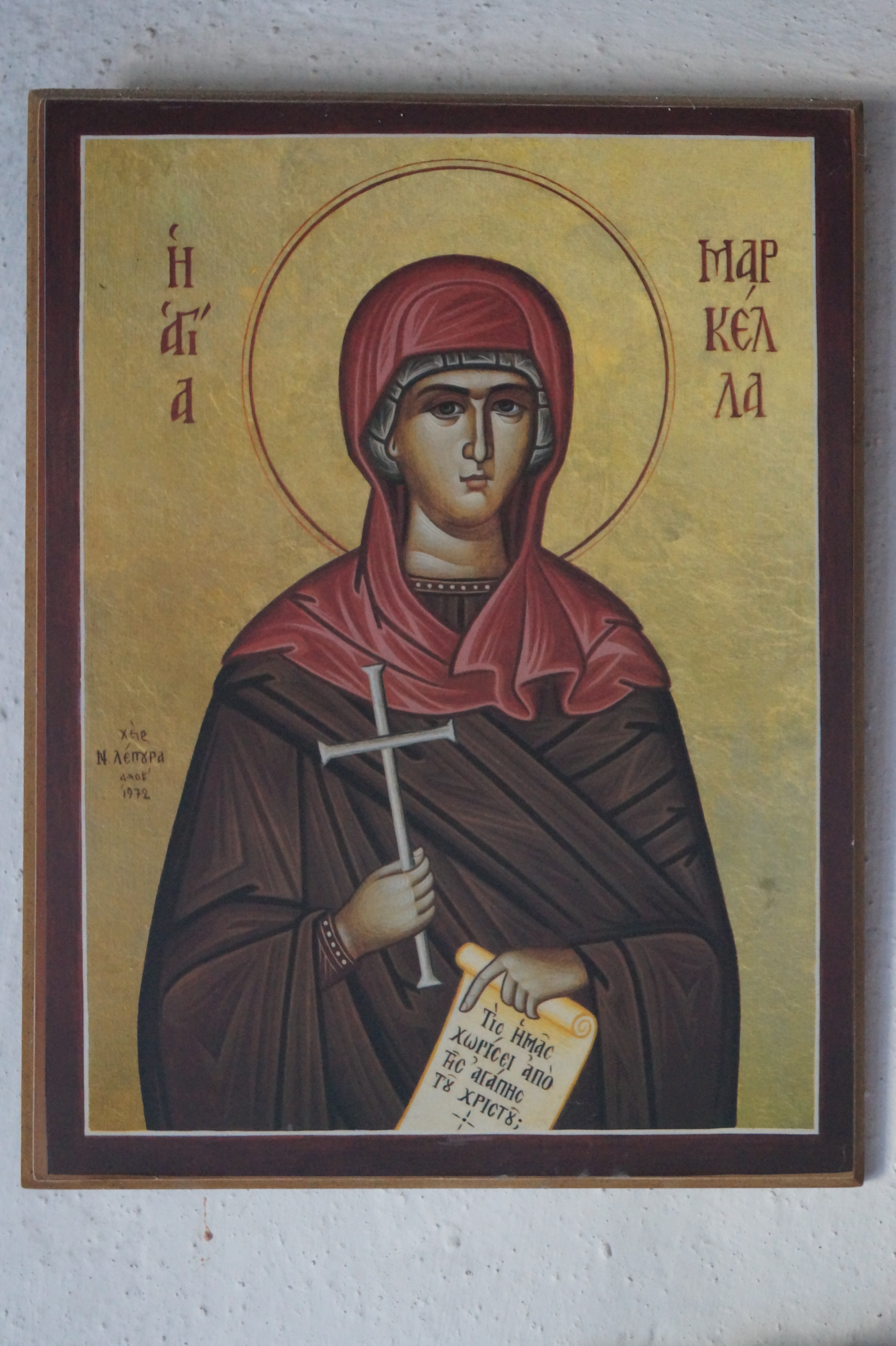
Methana, Griechenland: Ikone der Agia Markella in der Panagia-Kapelle auf dem Isthmus von Methana

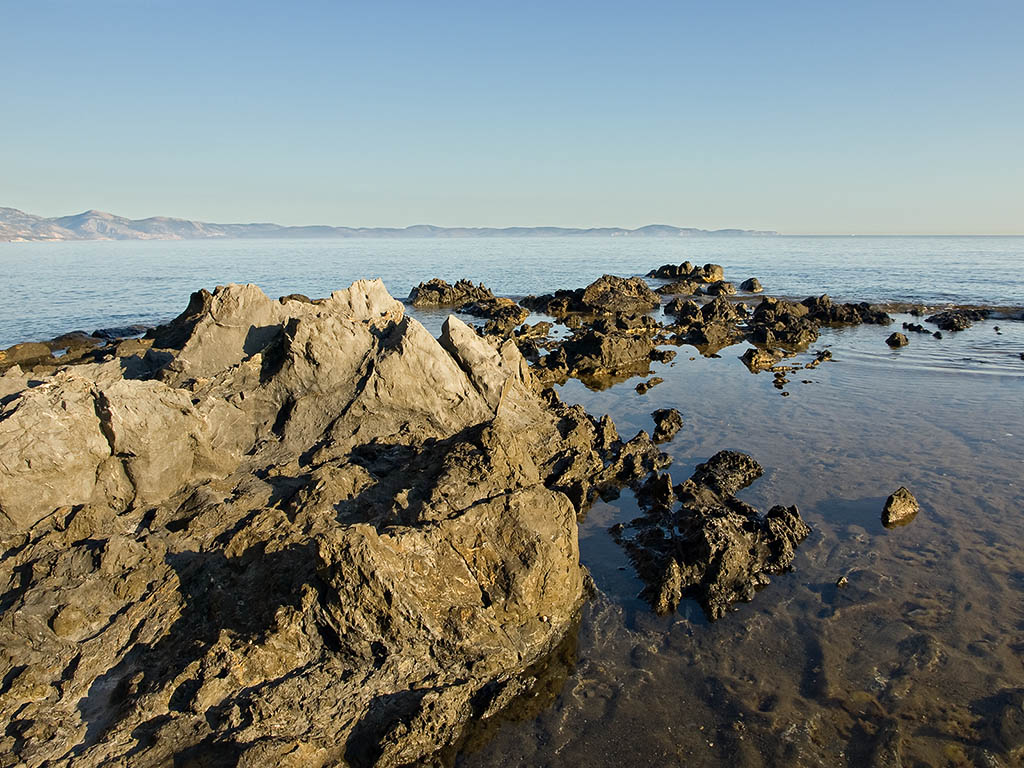
Die Felsen der Heiligen Markella beim gleichnamigen Kloster

Markella von Chios (* im 14. Jahrhundert n. Chr. in Volissos auf Chios; † mit 18 Jahren im 14. Jahrhundert n. Chr. in Chios) war eine griechische Märtyrerin; sie wird als Heilige verehrt.

## Leben
Die in Volissos geborene Markella wurde von ihrer Mutter als fromme Christin erzogen. 
Markella lebte im 15. Jahrhundert, als Chios sich unter genuesischer Herrschaft (1304–1566) befand. Ihre Mutter starb, als sie noch ein Kind war, doch Markella setzte ihr Bibelstudium, die Anbetung Gottes und ihr bisheriges Leben, wie sie es gelehrt worden war, fort.
Ungefähr an ihrem achtzehnten Geburtstag musste die tugendhafte Markella vor der Wut ihres gewalttätigen Vaters fliehen. Für die Gründe dieses Vorgangs existieren unterschiedliche Versionen. Eine Version besagt, dass ihr Vater, ein Götzendiener, sie mit allen Mitteln ebenfalls zum Götzendienst zwingen wollte. Diese Auslegung scheint veraltet, da im 15. Jahrhundert in Chios das Heidentum längst ausgelöscht war.
Einer anderen Version zufolge hegte Markellas Vater eine inzestuöse Neigung für seine Tochter, so dass sie mit Entsetzen floh, als er seine Absichten enthüllte. Jedenfalls sei Markella in die nahen Berge geflohen und habe sich in einem Busch versteckt. Ihr Vater fand sie mit der Hilfe eines ansässigen Hirten, und sie setzen den Busch in Brand, um sie zu zwingen, sich zu zeigen.
Markella flüchtete ans Meer, doch ihr Vater verwundete sie mit einem Pfeilschuss, so dass ihr Blut die Felsen färbte. Bis zum heutigen Tag wird während der Festlichkeiten an ihrem Feiertag in einem bestimmten Augenblick ihr Blut auf den Felsen für alle Gläubigen, die Zeugen dieses Wunders sind, sichtbar.
Während ihrer Verwundung habe sie zu Jesus gebetet, woraufhin sich der Felsen öffnete. Hier konnte sie ihren Körper verbergen, nicht aber ihren Kopf. Der Vater enthauptete sie und warf den Kopf ins Meer. Ihr Kopf trieb bis zum weit entfernten Strand von Komi (Chios), wo er lange Zeit verschwunden blieb. Eines Tages sichtete ein italienisches (vermutlich ein genuesisches) Kriegsschiff ein strahlendes fernes Licht. Beim Näherkommen gewahrten sie den im Wasser treibenden, von aufrecht schwimmenden Kerzen erleuchteten Kopf, den sie zurück in ihre Heimat brachten.
Nach lokaler Tradition entspringen von den Felsen ihres Martyriums heilige Quellen. Pilger suchen den Ort auf. Jährlich am 22. Juli während des Gedenkgottesdienstes der Heiligen würde das heilige Seewasser in dem Felsenbassin während des ganzen Paraklisisdienstes sieden. Dieses Phänomen tritt nur in der Gegenwart eines Priesters auf. Die örtliche Überlieferung besagt, dass, wenn ein Pilger stark im Glauben ist, sich das Wasser in dem Felsbassin extrem warm anfühlt.

## Religiöse Wirkung
Heute befindet sich eine Kirche über der Höhle der Heiligen Markella. Die Ikone der Heiligen Markella ist eine der meistverehrten und gilt als wundertätig. Zur Verehrung der Heiligen Markella wurde das orthodoxe Frauenkloster der Heiligen Markella (Ιερό Προσκύνημα Αγίας Μαρκέλλας Χίου) in der Nähe ihres Geburtsorts Volissos erbaut.

## Hymne
Ein besonderes Apolytikion ist der Heiligen Markella gewidmet:
Rose der Frömmigkeit und Knospe von Chios, wir ehren mit Lobgesang, dich Heilige Markella, die von ihres Vaters Hand enthauptet wurde, als sie die Gebote Christus’ befolgte, gib uns Stärke und rette uns aus der Gefahr, die wir nach dir rufen. Herrlichkeit für Ihn, der dir Stärke gab, Herrlichkeit für Ihn, der dich krönte. Herrlichkeit für Ihn, der durch dich wirkt, Heilung für alle Gläubigen.